# Konstanty Kaługin
Konstanty Andriejewicz Kaługin ros. Константин Андреевич Калугин (ur. 1909, zm. ?) – sowiecki wojskowy (kapitan), oficer radzieckiego wywiadu podczas II wojny światowej. 
Z zawodu inżynier budowlany, pochodził z Zagłębia Donieckiego. W maju 1942 dostał się do niewoli niemieckiej pod Charkowem, po zwolnieniu z niemieckiego obozu jenieckiego wstąpił do ROA generała Własowa i zaczął współpracę z Niemcami, współpracując jednocześnie jakoby z radzieckim wywiadem wojskowym. 
Przebywając w sierpniu 1944 roku w okupowanej Warszawie ujawnił się wobec polskich władz po wybuchu powstania warszawskiego. Za pośrednictwem polskiej łączności radiowej (przez Londyn) Kaługin wysłał 5 sierpnia 1944 roku depeszę do Stalina z prośbą o pomoc dla powstania. W depeszy określił m.in. potrzeby powstańców w zakresie uzbrojenia oraz postulowane tereny zrzutów. Przygotował też odezwy-ulotki dla niemieckich oddziałów złożonych z sowieckich żołnierzy wziętych do niewoli, w której zabraniał walki przeciwko powstaniu i groził karą śmierci w przyszłości. Wśród powstańców uprawiał propagandę prosowiecką. 
20 września 1944 przedostał się przez Wisłę do oddziałów I Frontu Białoruskiego Rokossowskiego, po czym powstańcy nie mieli już o nim informacji. Stefan Korboński przypuszczał, że został uśmiercony za wysłanie depeszy niezgodnej z planami Stalina. W rzeczywistości Kaługin, po rozmowie z gen. Berlingiem oraz Nikołajem Bułganinem (wówczas przedstawicielem rządu sowieckiego przy PKWN), został wywieziony do Moskwy, a tam skazany na 10 lat łagru. 
Po śmierci Stalina zrehabilitowany.